# ホルヘ・ガルバホサ
ホルヘ・ガルバホサ（Jorge Garbajosa）ことホルヘ・ガルバホサ・チャパーロ・フニオール（Jorge Garbajosa Chaparro, Jr.、1977年12月19日 - ）は、スペインの元プロバスケットボール選手。マドリード県トレホン・デ・アルドス出身。ポジションはパワーフォワード、センター。ニックネームは「ガルボ」。207cm、111kg。

## 来歴

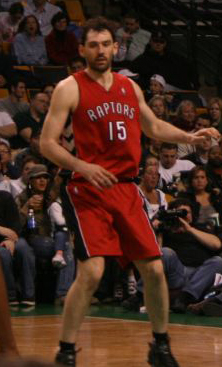
ラプターズ入団1年目のガルバホサ

1995年、国内リーグのタウグレス・ビトリア（後のタウ・セラミカ）でプロデビュー。

2000年、セリエAのベネトン・パッラカネストロ・トレヴィーゾに移籍。2001年と2003年にはオールスターに出場、ユーロリーグ1st Teamにも選ばれた。

2004年、帰国しウニカハ・マラガでプレー。

2005年にはコパ・デル・レイ初優勝に貢献し、MVPに輝いた。

2005-06シーズンのリーガACB初優勝にも貢献。ファイナルMVPを獲得した。

2006年、NBAトロント・ラプターズに入団。NBAオールルーキーチームに選ばれる活躍を見せ、2シーズンプレーした。

2008年、ロシア・バスケットボール・スーパーリーグのヒムキBCへ移籍。その後スペインに戻り、2012年に現役から退いた。

### スペイン代表
2000年8月20日の対フランス戦で代表デビュー。

2000年・2004年五輪・2008年、2002年・2006年世界選手権にも出場。

2006年世界選手権では初優勝に貢献しベスト5にも選ばれた。